# Senarpont
Senarpont és un municipi francès situat al departament del Somme i a la regió dels Alts de França. L'any 2007 tenia 707 habitants.

## Demografia

### Població

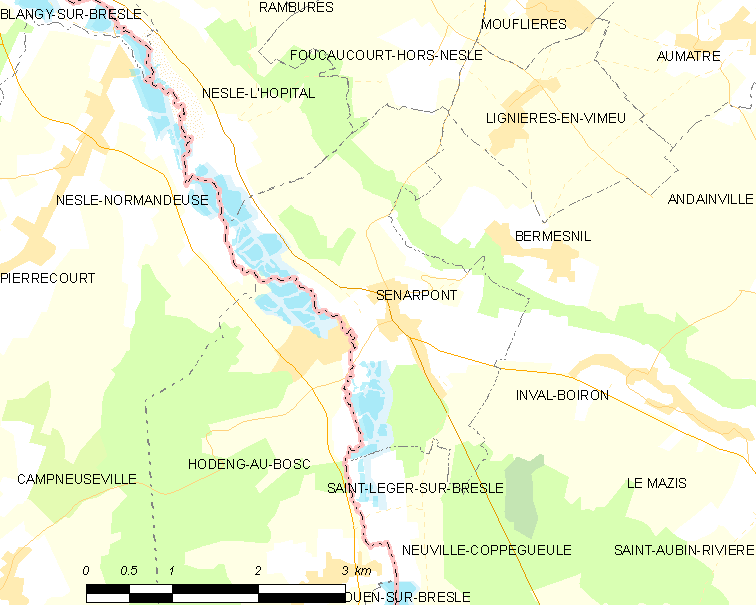

El 2007 la població de fet de Senarpont era de 707 persones. Hi havia 289 famílies de les quals 62 eren unipersonals (37 homes vivint sols i 25 dones vivint soles), 99 parelles sense fills, 107 parelles amb fills i 21 famílies monoparentals amb fills.
La població ha evolucionat segons el següent gràfic:
Habitants censats

### Habitatges

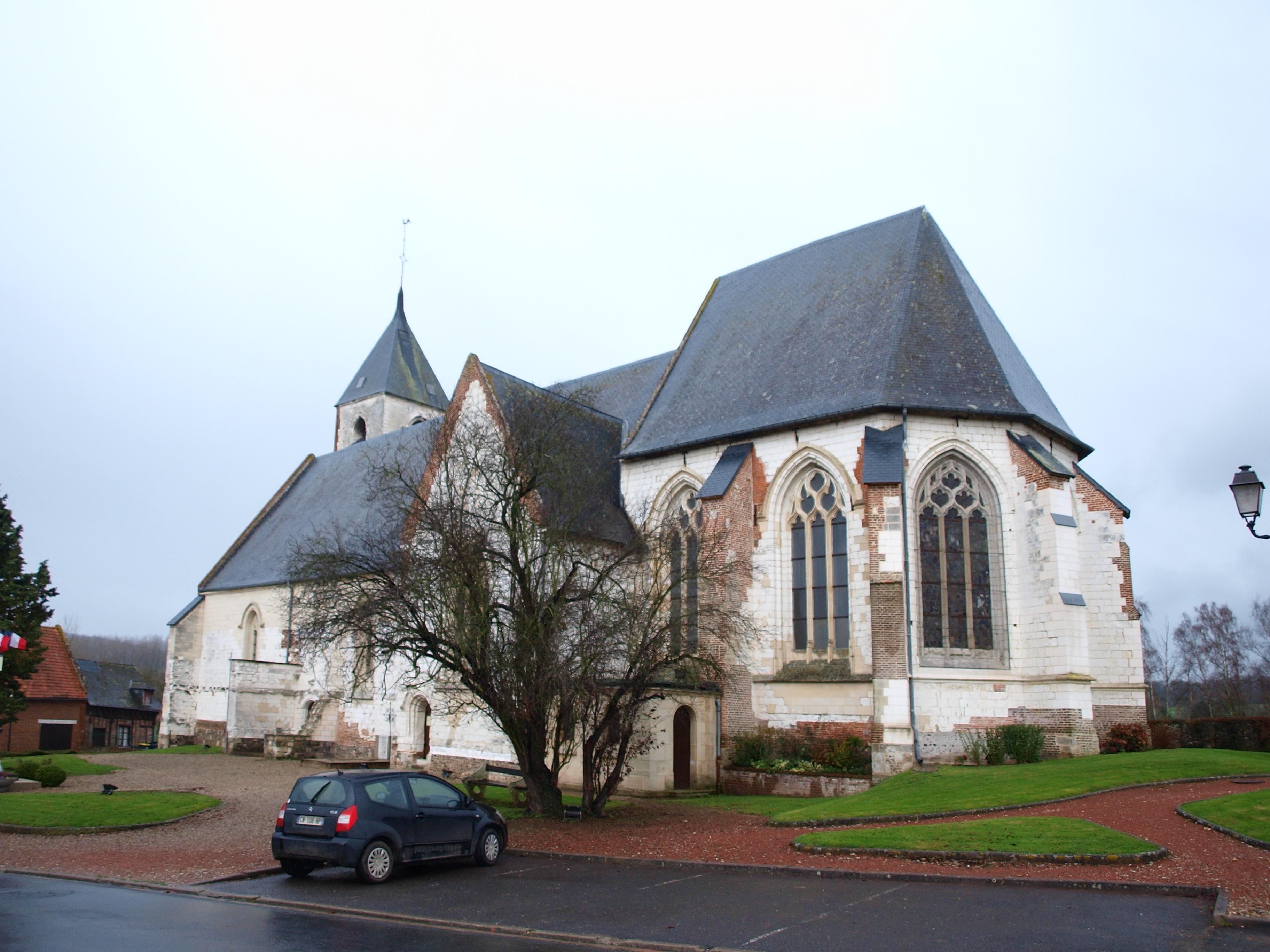

El 2007 hi havia 334 habitatges, 295 eren l'habitatge principal de la família, 8 eren segones residències i 32 estaven desocupats. 329 eren cases i 5 eren apartaments. Dels 295 habitatges principals, 212 estaven ocupats pels seus propietaris, 76 estaven llogats i ocupats pels llogaters i 6 estaven cedits a títol gratuït; 8 tenien dues cambres, 30 en tenien tres, 87 en tenien quatre i 169 en tenien cinc o més. 224 habitatges disposaven pel capbaix d'una plaça de pàrquing. A 127 habitatges hi havia un automòbil i a 122 n'hi havia dos o més.

### Piràmide de població

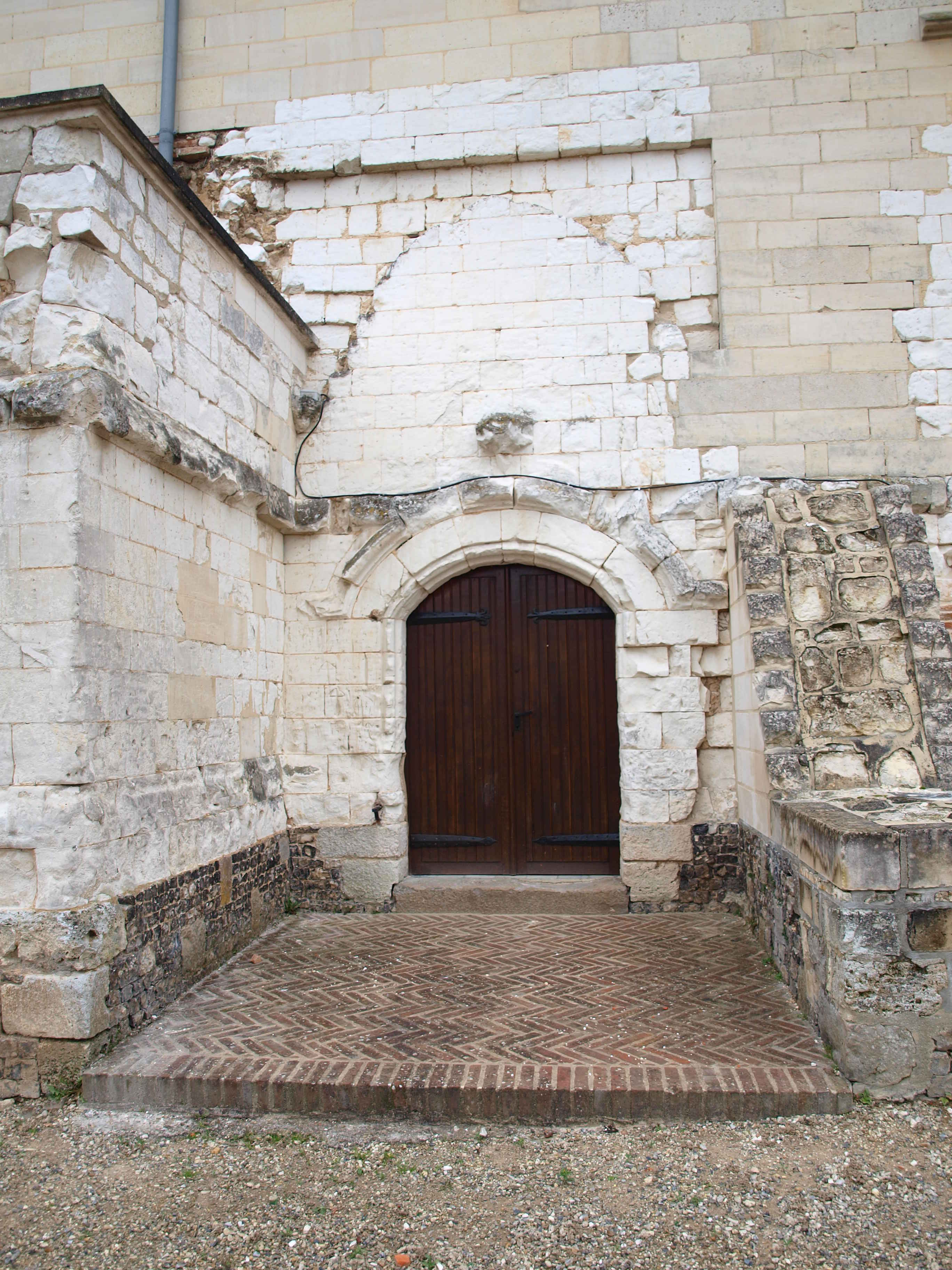

La piràmide de població per edats i sexe el 2009 era:
| Homes | Edats   | Dones |
| ----- | ------- | ----- |
| 0     | 95 o +  | 0     |
| 0     | 90 a 94 | 0     |
| 8     | 85 a 89 | 8     |
| 8     | 80 a 84 | 20    |
| 24    | 75 a 79 | 8     |
| 8     | 70 a 74 | 20    |
| 20    | 65 a 69 | 28    |
| 24    | 60 a 64 | 12    |
| 20    | 55 a 59 | 16    |
| 24    | 50 a 54 | 8     |
| 32    | 45 a 49 | 48    |
| 40    | 40 a 44 | 40    |
| 32    | 35 a 39 | 32    |
| 12    | 30 a 34 | 20    |
| 20    | 25 a 29 | 24    |
| 8     | 20 a 24 | 24    |
| 44    | 15 a 19 | 41    |
| 32    | 10 a 14 | 32    |
| 4     | 5 a 9   | 20    |
| 12    | 0 a 4   | 12    |

## Economia

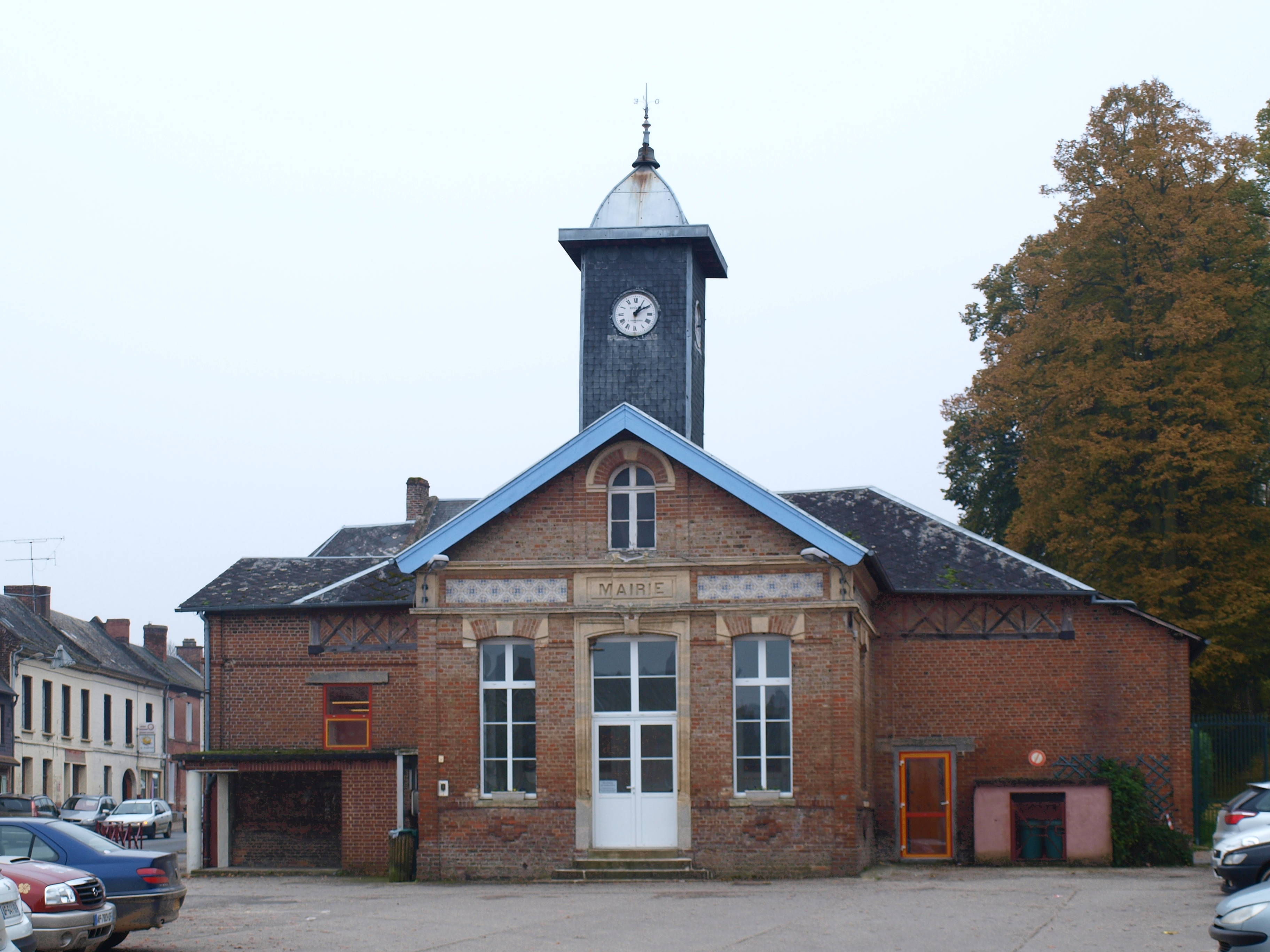

El 2007 la població en edat de treballar era de 470 persones, 350 eren actives i 120 eren inactives. De les 350 persones actives 313 estaven ocupades (171 homes i 142 dones) i 39 estaven aturades (22 homes i 17 dones). De les 120 persones inactives 57 estaven jubilades, 19 estaven estudiant i 44 estaven classificades com a «altres inactius».

### Ingressos

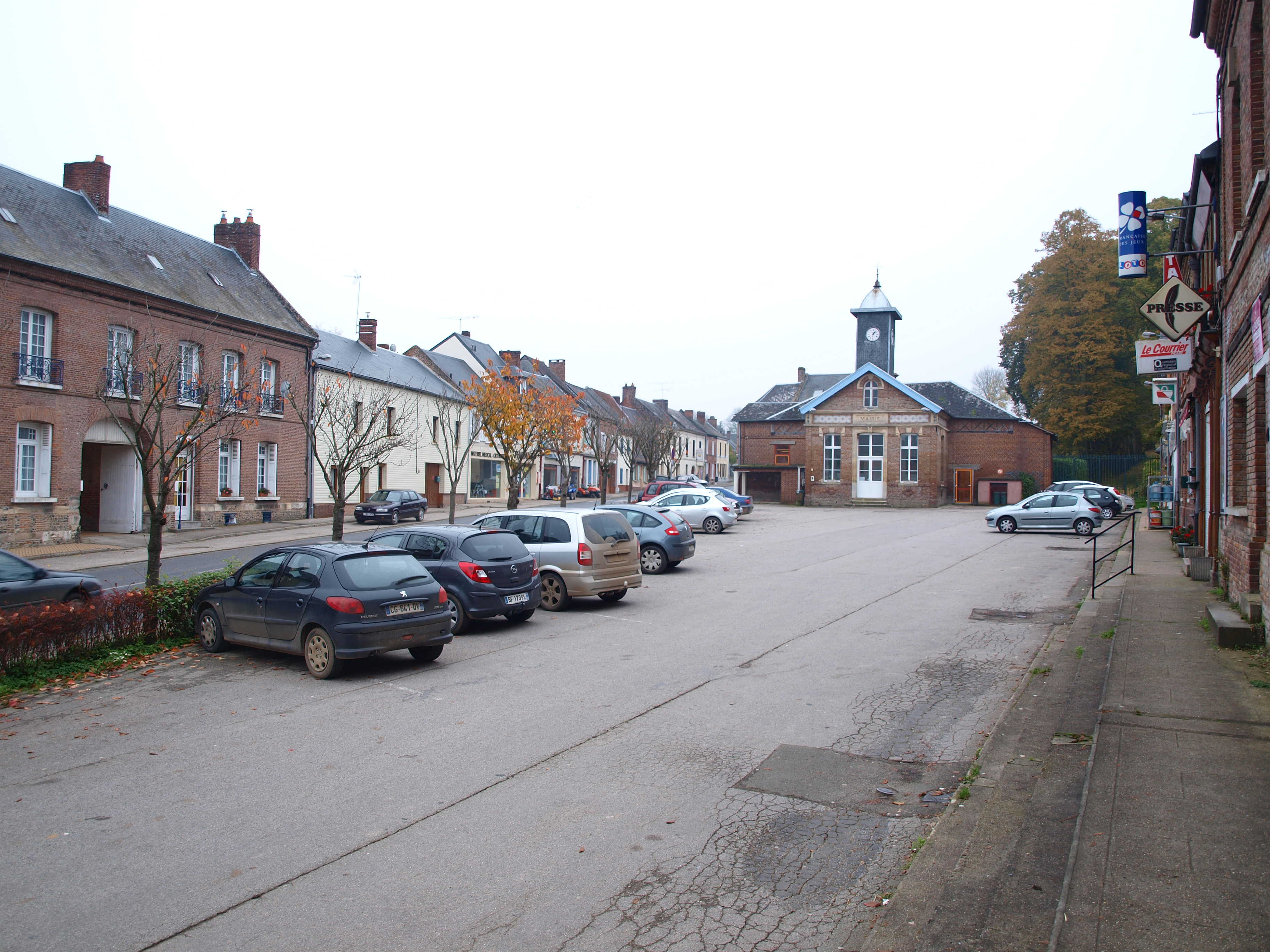

El 2009 a Senarpont hi havia 282 unitats fiscals que integraven 698,5 persones, la mediana anual d'ingressos fiscals per persona era de 17.911 €.

### Activitats econòmiques
Dels 30 establiments que hi havia el 2007, 1 era d'una empresa extractiva, 1 d'una empresa alimentària, 2 d'empreses de fabricació d'altres productes industrials, 3 d'empreses de construcció, 11 d'empreses de comerç i reparació d'automòbils, 1 d'una empresa de transport, 1 d'una empresa d'hostatgeria i restauració, 1 d'una empresa financera, 1 d'una empresa immobiliària, 4 d'entitats de l'administració pública i 4 d'empreses classificades com a «altres activitats de serveis».
Dels 10 establiments de servei als particulars que hi havia el 2009, 1 era una oficina de correu, 2 tallers de reparació d'automòbils i de material agrícola, 1 lampisteria, 1 electricista, 4 perruqueries i 1 restaurant.
Dels 4 establiments comercials que hi havia el 2009, 1 era una botiga de més de 120 m², 1 una botiga de menys de 120 m², 1 una fleca i 1 una joieria.
L'any 2000 a Senarpont hi havia 6 explotacions agrícoles.

## Equipaments sanitaris i escolars

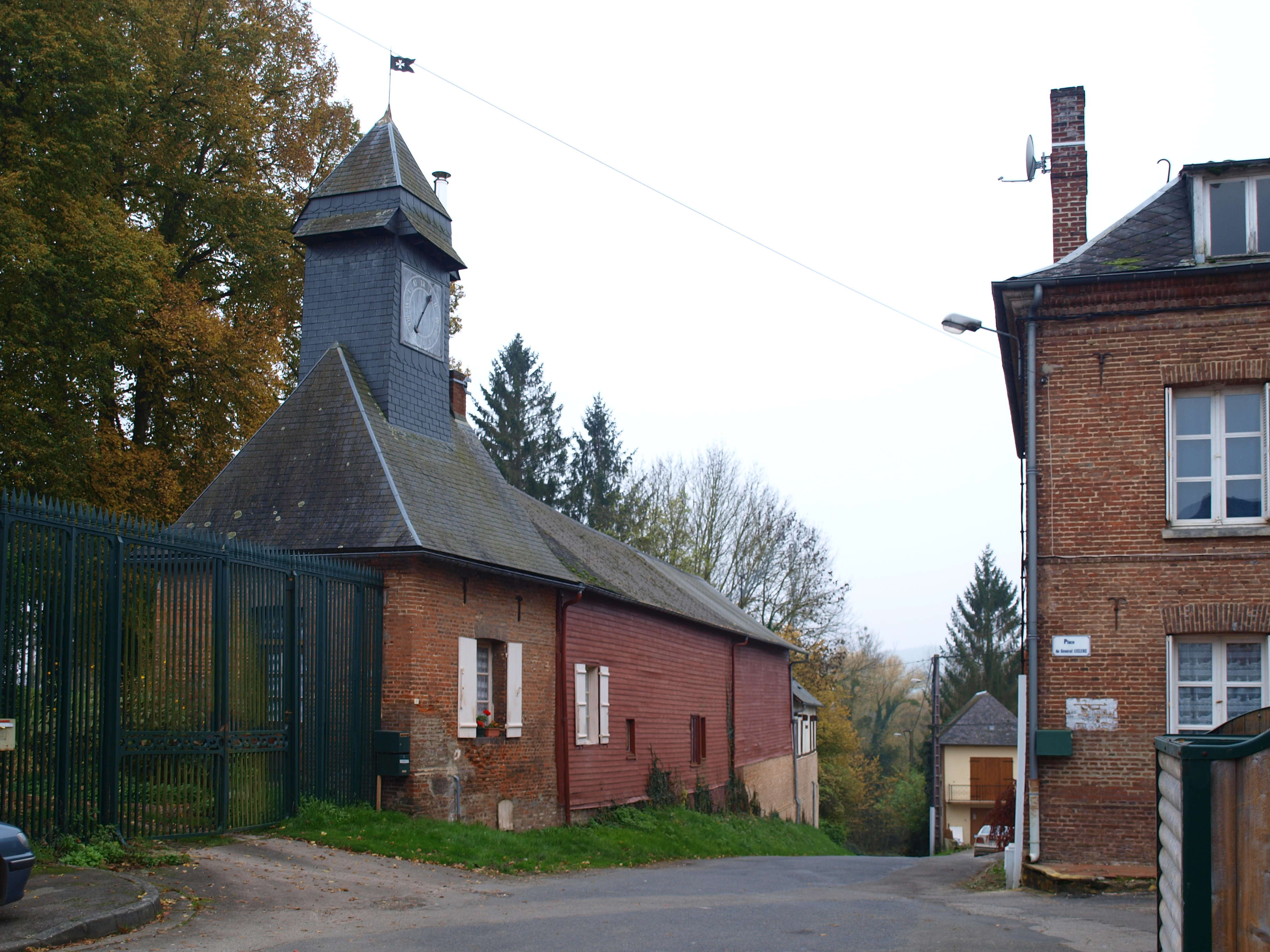

El 2009 hi havia 1 farmàcia i 1 ambulància.
El 2009 hi havia una escola elemental.

## Poblacions més properes

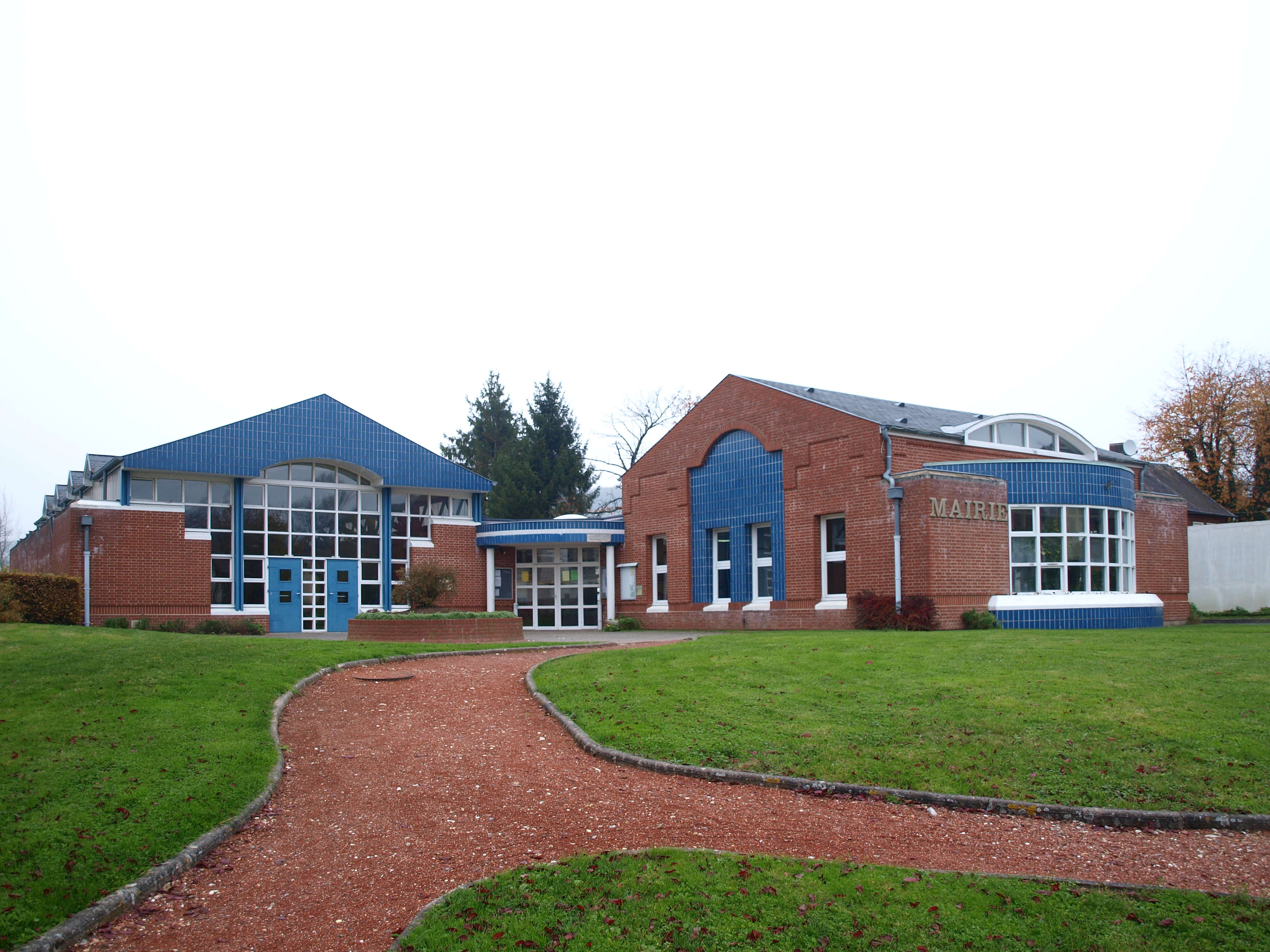

El següent diagrama mostra les poblacions més properes.